# 角盤町
角盤町（かくばんちょう）は、鳥取県米子市の地名。現行行政地名は角盤町一丁目から角盤町四丁目。郵便番号は683-0812（米子郵便局管区）。

## 地理
米子市の中心部に位置する。米子市では有数の繁華街であり、町域に沿う角盤通りには多くの飲食店や居酒屋などが軒を並べる。また、米子髙島屋など商業施設、米子市公会堂など公共施設も隣接する。
一丁目にNHK米子支局、野村證券米子支店、米子高島屋、二丁目に山陰合同銀行米子中央代理店、鳥取銀行米子中央支店、米子市公会堂がある。
東は冨士見町・糀町、西は朝日町・尾高町・寺町・立町・義方町、南は東倉吉町・四日市町・紺屋町・法勝寺町、北は錦町と接している。

## 歴史
成立当時付近一帯は桑畑であった。四日市町、東倉吉町の加茂川右岸にわずかに人家があり、米川までの間には田園を隔ててずっと向こうに未解放部落や非人部落を設定する程度であった。この広い耕地地帯は米子城下町裏筋の農業者の大切な耕地であったため、明治36年（1903年）野坂茂三郎を会長として土地整理委員会がつくられ、同38年までに百七十三町歩を整理した。
明治37年（1904年）には角盤高等小学校が中町から移転し、同41年には啓成尋常小学校が開校。同42年には県立となった米子高等女学校が角盤通りから少し離れた北側の畑の中に設立された。
大正3年（1914年）には朝日町出口に映画の米子館が開館し、同14年には尾高町で焼けた坂口氏の日本製糸の新工場が四丁目に新築された。同15年には三丁目に劇場山陰座が開設された。同年には、灘町から後藤駅前、角盤小学校裏を通り皆生線に合流する電車通（大部分は現・鳥取県道157号米子港線）も開設された。
戦後は廃校となった角盤小学校跡に米子市公会堂が昭和33年（1958年）に建設され、啓成小学校が米川沿いに移転した跡には同39年米子髙島屋が開店。同45年にはやよいデパートも開店。
昭和10年（1935年）1丁目の一部が冨士見町1～2丁目・冨士見町、2丁目の一部が、日ノ出町・錦町1丁目、3丁目の一部が錦町2丁目、4丁目の一部が錦町3丁目となる。
やよいデパートはその後松江市や境港市へも進出し、昭和後期は米子高島屋と共に米子市を代表する商業施設として繁栄したが、平成に入ってからは郊外に大型ショッピングセンターが出店したことなどが原因で経営不振に陥り、平成28年（2016年）1月20日の営業を最後に閉店・自己破産した。

### 地名の由来
町名の由来は大山の別称角盤山を望むことによる。

## 世帯数と人口
2018年（平成30年）1月31日現在の世帯数と人口は以下の通りである。
| 丁目        | 世帯数  | 人口    |
| ----------- | ------- | ------- |
| 角盤町1丁目 | 188世帯 | 327人   |
| 角盤町2丁目 | 49世帯  | 93人    |
| 角盤町3丁目 | 151世帯 | 265人   |
| 角盤町4丁目 | 196世帯 | 323人   |
| 計          | 584世帯 | 1,008人 |

## 小・中学校の学区
市立小・中学校に通う場合、学区は以下の通りとなる。
| 丁目   | 番   | 小学校             | 中学校                 |
| ------ | ---- | ------------------ | ---------------------- |
| 一丁目 | 全域 | 米子市立啓成小学校 | 米子市立東山中学校     |
| 二丁目 | 全域 | 米子市立啓成小学校 | 米子市立東山中学校     |
| 三丁目 | 全域 | 米子市立義方小学校 | 米子市立後藤ヶ丘中学校 |
| 四丁目 | 全域 | 米子市立義方小学校 | 米子市立後藤ヶ丘中学校 |

## 交通

### 鉄道
町内に鉄道は存在しない。
かつては米子電車軌道の路面電車が通っていたが1938年に廃止された。

### 道路
- 国道9号
- 国道181号
- 鳥取県道157号米子港線

## 施設
- NHK米子支局
- えるもーる1番街
  - 野村證券米子支店
  - JU米子タカシマヤ
- 山陰合同銀行米子中央代理店
- セブン-イレブン米子角盤町2丁目店
- 鳥取銀行米子中央支店
- ホテルカクバン
- 米子市公会堂
- 角盤文庫
- ドラッグストアウェルネス角盤店
- ローソン米子角盤町店
- KARAOKE SEED
- TSUTAYA角盤町店
  - スターバックス米子TSUTAYA角盤町店
- ローソン米子義方小前店